# Anushtegin al-Duzbari
Anuixtiguín ad-Duzbarí o Anuixtikín ad-Duzbarí (àrab: أنوشتكين الدزبري, Anūxtikīn o Anūxtigīn ad-Duzbarī) fou un militar i governador fatimita d'origen turc de la primera meitat del segle xi.
En la primera campanya militar que va fer Sàlih ibn Mirdàs, cap kilabita que acabava d'agafar el control del nord de Síria, es va apoderar de la Síria central amb Baalbek, i es va reunir amb els seus aliats kalbites (dirigits per Sinan ibn Ulayyan) i tayyites (manats per Hàssan ibn al-Jarrah). El primer va atacar llavors Damasc i el segon Ramla; el general Anushtigin al-Duzbari va intentar defensar Palestina, però no va tenir prou suport dels ministres del govern del Caire que se'n malfiaven i que a la seva esquena van negociar amb els tayyites que al seu torn havien fet aliança en secret amb els Banu Kurra de Líbia per formar una aliança anti-fatimita des d'Alep a Trípoli de Líbia. Ramla fou saquejada per Ibn al-Djarrah, però després Anushtigin va recuperar la iniciativa i Damasc, defensada per la població i l'exèrcit fatimita, va rebutjar als kalbites.
Mentre Sàlih va anar a Alep i el setembre en va prendre possessió; va alliberar el dai (missioner) fatimita local i al governador, però el comandant militar fou executat i el cadi abandonat viu a una sala tancada amb un mur. El principat mirdàsida que es va crear s'estenia per Alep, Homs, Baalbek, Hisn Akkar i Sayda. Es va establir un govern regular similar al d'altres estats amb un visir. Però el comportament equilibrat de Sàlih va ser contrarestat pel del seu aliat Hassan ibn al-Djarrah, turbulent i cruel. Quan el cap kalbita Sinan ibn Ulayyan va morir els tayyites van perdre el suport dels kalbites i llavors Hassan ibn al-Djarrah va cridar en ajut a Sàlih ibn Mirdàs.
El 1028 Anushtigin al-Duzbari fou nomenat governador de Damasc i Síria i va decidir posar fi al control de les tribus àrabs a la Síria central. La batalla decisiva entre Anushtigin i Sàlih i els seus aliats es va lliurar a al-Ukhuwana a la riba est del llac Tiberíades el maig del 1029 i els àrabs foren derrotats completament; els Banu l-Djarrah van fugir; Sàlih ibn Mirdàs i el seu fill gran (de nom desconegut) van morir, igual que el seu visir (que era el cristià Tadrus ibn al-Hasan). El poder se'l van repartir els seus dos fills Nasr ibn Sàlih (que va governar a la ciutat d'Alep) i Thimal ibn Sàlih (que va governar a la ciutadella). La Síria central (Hisn Akkar, Baalbek, Homs i Rafaniyya) fou abandonada i les forces kilabites es van concentrar al jund de Kinnasrin. Poc després (la data exacta no està precisada) Nasr es va apoderar de la ciutadella aprofitant una absència del seu germà Thimal i va esdevenir emir únic i l'abril o maig del 1031, per temor a un atac de Thimal ibn Sàlih, Nasr va fer aliança amb els romans d'Orient. El tractat s'ha conservat i establia un protectorat romà d'Orient; Nasr hauria de pagar un tribut anual cinc-cents mil dirhams. Els mirdàsides van autoritzar als tayyites (Banu Djarrah o jarràhides) a passar pel seu territori en la seva emigració cap a territori romà d'Orient; Romà III esperava utilitzar-los contra Anushtigin al-Duzbari, que restava governador fatimita de Damasc i Síria, i aconseguir així la renovació de la treva de deu anys entre el califat i l'imperi, que s'havia trencat des de 1024.
Anushtigin al-Duzbari no podia acceptar l'aliança entre mirdàsides i romans d'Orient i va fer diverses incursions al nord de Síria i va intentar aixecar diversos notables kilabites contra el poder dels mirdàsides; finalment, al no aconseguir res positiu, va fer una crida a la gihad o guerra santa. Nikita, catepà romà d'Orient d'Antioquia, va oferir negociacions però amb fermesa, mostrant que estava disposat també a la lluita. Nasr va témer llavors que seria sacrificat per un acord entre l'Imperi Romà d'Orient i el Califat Fatimita i va forçar negociacions que van durar més de quatre anys fins que es va ajustar la treva el 1038. Els detalls de l'acord no s'han conservat. La situació general era que les tribus descendents dels kaysites, dominaven la major part dels territoris excepte el Diyar Bakr en mans dels kurs marwànides: els Banu Numayr controlaven Haran i Edessa al nord-est dels kilabites d'Alep. Mossul i el sud-est del Diyar Bakr estava en mans de Kirwash ibn Mukallad dels Banu Uqayl i més al sud els Banu Àssad dirigits pels Banu Mazyad (mazyàdides) que tenien per cap a Dubays ibn Alí que disputaven la zona als Banu Khafadja que dominaven encara més al sud a la riba occidental de l'Eufrates, vers Kufa.
El visir del Caire Muhàmmad ibn al-Fadl al-Jarjaraí desconfiava d'Anushtigin i en canvi es refiava de Nasr ibn Sàlih. Aquest va entregar al govern fatimita el botí fet en la batalla d'Azaz (contra els romans d'Orient) i a canvi fou autoritzat a incorporar als seus dominis Homs i va rebre un lakab més prestigiós. El governador d'Homs, Djafar ibn Kulayd al-Kutami, es va negar a acceptar el domini mirdàsida i va demanar ajut a Anushtegin que no podia acceptar la desestabilització que suposaria el control mirdàsida a Homs doncs els mirdàsides eren kaysites i la zona era tradicionalment dels iemenites. Anushtegin va demanar permís als romans d'Orient per desfer-se de Nasr que en aquell temps s'havia casat amb la filla de Shabib ibn Waththab, emir numayrita (numàyrida) d'Haran amb el qual la influència de l'emir d'Alep es podia estendre d'Haran a Homs controlant totes les rutes entre l'Iraq i la Mediterrània i l'Imperi Romà d'Orient. Sense esperar autorització del Caire, Anushtegin i Djafar ibn Kulayd al-Kutami van avançar al nord cap a Tall Fas, prop de Latmin (maig del 1038) on es van enfrontar a Nasr que va morir en la batalla; el seu germà Thimal ibn Sàlih, amb el qual s'havia reconciliat, va fugir cap a Alep junt amb Shabib ibn Waththab al-Numayri. Anushtegin va ocupar Alep el juny de 1038 i fou ben acollit pel poble, ja que encara que els mirdàsides ja no eren aliats als romans d'Orient, eren vistos com a més propers als grecs, mentre Anushtegin era vist com clarament hostil. La ciutadella estava en mans de Mukallad ibn Kamil ibn Mirdas, un cosí de Nasr i Thimal, que na negociar la seva sortida podent emportar-se una part del tresor. Tot seguit Anushtegin va ocupar Balis i Manbij; però el seu atac a Rahba fou rebutjat.
El 1039/1040 va morir Shabib ibn Waththab al-Numayri, emir numayrita d'Haran, i el va succeir el seu germà Mutain ibn Waththab. Eren germans de la princesa Mania al-Sayyida al-Alawiyya, vídua de Nasr que es va casar amb Thimal; la princesa governava en nom d'un fill a Rakka i Rafika (Mania era la mare de Mahmud ibn Nasr), però va cedir aquests dominis al seu marit. Mentre Anushtegin va establir una forta guarnició a Kalat Dawsar (més tard Kalat Djabar) que havia de protegir Alep contra un atac mirdàsida destinat a recuperar el poder, i va negociar amb l'emir marwànida de Mayyafarikin una aliança (contra el consell del govern del Caire).
Vers el 1040 els romans d'Orient van trencar la treva amb els fatimites i van aconseguir diversos èxits al nord de Síria. Els caps kilabites mirdàsides, Thimal i el su cosí Mukallad, van pagar tribut als romans d'Orient i finalment els van vendre la ciutat de Rakka. Anushtegin es va aliar llavors amb la fracció kilabita dels Banu Djafar instal·lada al Mudik d'Apamea i hostil als mirdàsides i als romans d'Orient. No obstant la tensió entre el Caire i Anushtegin va pujar de to sobtadament i el visir Muhàmmad ibn al-Fadl al-Jarjaraí va fer condemnar públicament al governador de Damasc i Síria, que fou abandonat pel seu exèrcit i només li van quedar un grup de ghulams fidels amb els que es va haver de refugiar a Alep. El visir va demanar al mirdàsida Thimal d'atacar la ciutat però ja no va arribar a temps doncs Anushtegin va morir el gener del 1042 i després d'unes converses amb els caps de la ciutat el febrer Thimal i el seu cosí Mukallad entraven a la ciutat. Els ghulams fidels a Anushtegin es van refugiar a la ciutadella, que fou assetjada i presa al cap de sis mesos.